# Betty Danko
Pour les articles homonymes, voir Danko.
Bertha Danko dite Betty Danko (19 septembre 1903-3 février 1979), est une cascadeuse américaine. Elle a doublé de nombreuses actrices de premier plan, dans les années 1930 et 1940, mais elle est surtout connue pour avoir doublé Margaret Hamilton, dans le rôle de la méchante sorcière de l'Ouest, dans le film Le Magicien d'Oz, en 1939. Pendant le tournage de la scène d'écriture, dans le ciel, un tuyau attaché au manche à balai de la sorcière explose, envoyant Betty Danko à l'hôpital, avec une grave blessure à la jambe. Sa carrière est interrompue par un accident, non professionnel, à la fin des années 1950, lorsqu'elle est heurtée par une voiture, alors qu'elle attend un bus. Elle a résidé dans un bungalow d'Hollywood, pendant 50 ans, avec sa mère. 

## Jeunesse
Bertha Danko naît à Newark dans le New Jersey, le 19 septembre 1903. Son père, John Danko, est originaire d'Allemagne tandis que sa mère, Mary Danko, est originaire de Hongrie. Elle a un frère et une sœur plus âgés. Danko est très athlétique ; à l'école, elle joue à l'avant et participe également à des compétitions de saut en hauteur, remportant plusieurs médailles.

## Carrière
Betty Danko s'installe à Hollywood, avec sa famille, en 1927. Les Danko ont de la famille vivant à Los Angeles et son père est convaincu par leur description de la ville de vendre leur maison et d'autres biens immobiliers qu'il possède à Elizabeth (New Jersey) et de déménager à l'autre bout du pays. Danko a l'intention de rester un an en Californie, pour gagner de l'argent, afin de payer les frais de scolarité d'une école de chiropractie dans le New Jersey, mais lors de sa première semaine en ville, elle est abordée dans un magasin, par une femme, qui lui demande de l'accompagner à un tournage de film, en extérieur, ce soir-là.
Sur le tournage, un des acteurs s'approche d'elles et leur demande si elles travaillent dans le cinéma ; la femme répond oui. L'homme déclare à Danko qu'elle ferait « une bonne étudiante », pour leur prochain film et lui demande son numéro de téléphone. Quelques semaines plus tard, elle reçoit un appel lui demandant de se présenter pour travailler sur un film dans lequel joue un membre d'une équipe de basket-ball féminin. Quelqu'un sur ce film lui suggère de postuler pour plus de travail aux studios Hal Roach et sa carrière de doublure et de cascadeuse commence.
Parmi les actrices qu'elle a doublées figurent Jean Arthur, Binnie Barnes, Joan Crawford, Irene Dunne, Madge Evans, Jean Harlow, Patsy Kelly, Elissa Landi, Myrna Loy, Maureen O'Sullivan, Marie Prevost, Thelma Todd, Marie Windsor et Blanche Yurka,,. Danko qualifie ses cascades de « travail à la chaîne » et elle reçoit le tarif standard du studio, soit 11 dollars par jour pour une doublure et 35 dollars par jour pour une cascade.
En 1938, elle est l'une des 25 cascadeurs, catégorisés comme « bons risques », par le Lloyd's of London, ce qui lui permet de souscrire une couverture annuelle contre les décès et mutilations accidentels - une police qui réduit également les dépenses d'assurance des studios,.
Son travail le plus connu est celui de la doublure de Margaret Hamilton, dans le rôle de la méchante sorcière de l'Ouest, dans le film Le Magicien d'Oz, en 1939. Pour l'entrée, en feu, de la méchante sorcière, dans le pays de Munchkin, une catapulte est montée sous le plateau de tournage et l'ouverture par laquelle la sorcière jaillit est recouvert d'un mince couvercle en aluminium, peint de la même couleur que la route de briques jaunes. Pendant que Danko attend dans la fosse, le chorégraphe apprend aux acteurs, jouant les Munchkins, comment éviter le morceau de métal circulaire, et il tombe par l'ouverture sur les épaules de Danko. Elle est soignée par un chiropracteur aux frais du studio.
Danko subit une blessure plus grave alors qu'elle joue la scène d'écriture de la sorcière, dans le ciel , où elle vole sur son balai en écrivant « Rends-toi, Dorothy ! ». Hamilton avait refusé de jouer la scène après avoir subi de graves brûlures en descendant dans l'ouverture du plateau, au milieu du feu et de la fumée. L'équipe de production installe un manche à balai, suspendu à des fils, avec une selle en acier pour que Danko puisse s'asseoir. Sous la selle se trouve un tuyau qui émet de la fumée lorsqu'elle appuie sur un bouton. Au début, la cape de Danko est épinglée pour cacher le tuyau, mais le réalisateur voulait que la cape flotte au vent, alors le tuyau est dissimulé sous le corps de Danko. Danko remarque que l'équipe a recouvert le tuyau d'amiante. Sur les deux premières prises, celui-ci émet parfaitement de la fumée, mais sur la troisième prise, le tuyau explose. Danko est soufflée du manche à balai et subit une entaille profonde de 51 mm sur la circonférence de sa jambe, ce qui la conduit à l'hôpital pendant onze jours. Selon Scarfone et Stillman, les dommages causés à ses organes internes, par l'explosion, ont nécessité une hystérectomie. Ses revenus totaux, provenant de son travail sur le film, se sont élevés à 790 dollars, plus 35 dollars pour la cascade du manche à balai.
Dans des interviews, Betty Danko a déclaré qu'elle avait fait carrière, comme cascadeuse, à Hollywood, pour subvenir à ses besoins et à ceux de sa mère,. Elle a décrit les chutes comme sa spécialité, en disant :

« Je suis tombée dans des fossés, des lacs, des piscines, par des trappes, sur des pianos, sur des chaises et des tables, dans des goulottes de blanchisserie et des escaliers. Je suis tombée à l'envers d'une hauteur de 7,6 m ou dans 810 mm d'eau et dans une piscine, entièrement vêtue, alors que je peux à peine nager. On m'a tiré sur des fils, on m'a jeté des tartes et des couteaux, on m'a allongée au milieu de flammes d'essence - tout cela pour l'Art et pour un chèque de paie. Mais j'aime toujours ça et ça me permet de subvenir aux besoins de ma mère et de moi-même. »

Comme d'autres cascadeurs, Betty Danko a risqué sa vie dans son travail, mais sa blessure la plus grave est venue d'un lion de montagne, hors champ, alors qu'elle doublait Patsy Kelly, dans une comédie de Hal Roach. Alors qu'elle commence à s'habituer à la présence de l'animal, celui-ci se jete soudainement sur son mocassin aux couleurs vives. Plus tard, elle rend visite au dresseur, avec l'animal sur le plateau et il l'encourage à lui montrer à nouveau son pied, et à se rapprocher un peu plus. Le puma lui attrape la jambe et lui mord treize fois le pied. À la suite de sa blessure, elle reçoit treize points de suture et une cicatrice permanente.
La carrière de Betty Danko est interrompue par un véritable accident lorsqu'elle est heurtée par une voiture ayant sauté sur le trottoir alors qu'elle se trouve à un arrêt de bus.

## Vie ultérieure
Betty Danko et sa mère veuve ont vécu dans un bungalow au 6526 La Mirada Drive à Hollywood, pendant un demi-siècle. Elle meurt le 3 février 1979.

## Filmographie
La carrière de Betty Danko comprend des rôles de cascadeuse et d'actrice : 

### Cascadeuse
- 1934 : Love Birds (en)[16].
- 1934 : Three on a Honeymoon[16].
- 1937 : Quarante-cinq Papas[16] (45 Fathers) de James Tinling
- 1937 : Un homme a disparu
- 1939 : Le Magicien d'Oz[16]
- 1941 : Le Rapt du rapide 5 (en)[16].
- 1945 : Un héritage sur les bras (Murder, He Says) (non créditée)[17].
- 1945 : Pavillon noir
- 1950 : La Femme sans loi
- 1951 : Trois Troupiers (Soldiers Three) de Tay Garnett
- 1956 : La Prisonnière du désert[18].

### Actrice
- 1932 : Maison de tout repos (court métrage - non créditée)[19].
- 1940 : Street of Memories (en) (non créditée)[20].
- 1948 : Hazard (en)[21].